# Giannina Facio
Giannina Facio Franco (San José, 10 settembre 1955) è un'attrice, produttrice cinematografica e showgirl costaricana.
È anche nota come Gianina Facio.

## Biografia
Ha iniziato la sua carriera di attrice negli anni '80 in Italia, recitando in film come Il cielo è sempre più blu di Antonello Grimaldi, Torta di mele e Nessuno mi crede di Anna Carlucci, Vacanze di Natale '90 di Enrico Oldoini. Nel 1989 è diventata nota presso il pubblico italiano per la partecipazione nel programma televisivo comico di Italia 1 Emilio.
Dal 2000 è sentimentalmente legata al regista e produttore cinematografico Ridley Scott e ha preso parte a diversi suoi film, per lo più in piccoli ruoli o cameo, come ne Il gladiatore nel ruolo della moglie del protagonista, Un'ottima annata - A Good Year, Le crociate - Kingdom of Heaven, Il genio della truffa, Hannibal, Exodus - Dei e re, Black Hawk Down e Prometheus. Nel 2015 si sono sposati.

## Filmografia

### Attrice

#### Cinema
- Poppers, regia di José María Castellví (1984)
- Nel giardino delle rose, di Luciano Martino (1990)
- Delta Force Commando II: Priority Red One, regia di Pierluigi Ciriaci (1990)
- Vacanze di Natale '90, regia di Enrico Oldoini (1990)
- Nessuno mi crede, regia di Anna Carlucci (1992)
- Torta di mele, regia di Anna Carlucci (1993)
- L'Albatross - Oltre la tempesta (White Squall), regia di Ridley Scott (1996)
- Il cielo è sempre più blu, di Antonello Grimaldi (1996)
- No se puede tener todo, regia di Jesús Garay (1998)
- Spanish Fly, regia di Daphna Kastner (1998)
- Il gladiatore (Gladiator), regia di Ridley Scott (2000)
- Hannibal, regia di Ridley Scott (2001)
- Black Hawk Down - Black Hawk abbattuto, regia di Ridley Scott (2001)
- Il genio della truffa (Matchstick Men), regia di Ridley Scott (2003)
- Le crociate - Kingdom of Heaven, regia di Ridley Scott (2005)
- Un'ottima annata - A Good Year, regia di Ridley Scott (2006)
- Nessuna verità (Body of Lies), regia di Ridley Scott (2008)
- Robin Hood, regia di Ridley Scott (2010)
- Prometheus, regia di Ridley Scott (2012)
- The Counselor - Il procuratore, regia di Ridley Scott (2013)
- Exodus - Dei e re, regia di Ridley Scott (2014)

#### Televisione
- Miami Vice – serie TV, episodio 2x01 (1985)
- Emilio – programma TV (1989)
- I tre moschettieri, regia di Beppe Recchia – miniserie TV (1991)
- L'Odissea, regia di Beppe Recchia – miniserie TV (1991)
- Extralarge: Cannonball, di Enzo G. Castellari (1991)
- The Hunger The Night Bloomer  – serie TV, episodio 2x07 (1999)

### Produttrice
- Zona d'ombra (Concussion), regia di Peter Landesman (2015)
- The Silent Man (Mark Felt: The Man Who Brought Down the White House), regia di Peter Landesman (2017)
- House of Gucci, regia di Ridley Scott (2021)

## Discografia
- 1990 – One, Two, Three, Four : Disco in Vinile 12", EP, 45 RPM, Virgin